# Lyot (krater marsjański)
Lyot – krater znajdujący się na powierzchni Marsa o średnicy 236 km, położony na współrzędnych ♂ 50,5°N 330,7°W/50,500000 -330,700000.
Krater ten powstał w okresie amazońskim. Krater Lyot był pierwszym, w którym odkryto dolinę fluwioglacjalną na Marsie. Dolina ta powstała w miejscu, gdzie woda wypływała spod lodowca.
Decyzją Międzynarodowej Unii Astronomicznej w 1973 roku został nazwany od nazwiska francuskiego astronoma Bernarda Lyota (1897-1952).